# Okoralka
Okoralka (Berchemia) je rod rostlin z čeledi řešetlákovité (Rhamnaceae). Vědecké jméno je připomínkou holandského botanika Berthout van Berchem. Okoralky jsou popínavé rostliny, nebo malé až středně vysoké keře rostoucí v Africe, Asii a Americe.

## Zástupci
- okoralka Giraldova (Berchemia giraldiana)
- okoralka hroznatá (Berchemia racemosa)
- okoralka popínavá (Berchemia scandens)
- okoralka žlutavá (Berchemia flavescens)[1][2]

## Vybrané druhy
| - okoralka žlutavá (Berchemia flavescens Wall.) - okoralka Giraldova (Berchemia giraldiana Schneid) - Berchemia affinis - Berchemia alnifolia - Berchemia annamensis - Berchemia berchemiaefolia (Makino) Nakai - Berchemia cinerascens - Berchemia discolor (Klotzsch) Hemsl. - Berchemia edgeworthii Lawson - Berchemia elmeri C.K. Schneid. - Berchemia flavescens – (Wall. ex Roxb.) Brongn. - Berchemia floribunda - Berchemia formosana - Berchemia giraldiana - Berchemia hirtella H.T. Tsai & K.M. Feng - Berchemia hypochrysa - Berchemia kulingensis | - Berchemia lineata (L.) DC. - Berchemia longeracemosa Okuyama - Berchemia microphylla - Berchemia multinervis (A. Br.) Heer † - Berchemia nana W.W. Smith - Berchemia pakistanica - Berchemia pauciflora - Berchemia philippinensis - Berchemia polyphylla - Berchemia pubiflora - Berehemia pyenantha - okoralka hroznatá (Berchemia racemosa) Siebold & Zucc. - okoralka popínavá (Berchemia scandens) (Hill) K. Koch - Berchemia sessiliflora - Berchemia sinica - Berchemia volubilis A. DC. - Berchemia yunnanensis - Berchemia zeyheri |